# Registro de la Propiedad (España)
En España, el Registro de la Propiedad es una institución estatal dependiente del Ministerio de Justicia y de la Dirección General de Seguridad Jurídica y Fe Pública. Tiene por objeto la inscripción de la propiedad y demás derechos reales sobre los bienes inmuebles, con el propósito de garantizar la publicidad y protección de las situaciones jurídicas relativas a los bienes inmuebles.
El Registro proporciona seguridad jurídica al tráfico inmobiliario y económico, garantizando la exactitud de los datos inscritos en él. El Registro es público para aquellos que tengan un interés legítimo por conocer el estado de una finca concreta, lo que ha de ser apreciado por el registrador de la propiedad.

## Organización
Los Registros de la Propiedad de España dependen del Ministerio de Justicia. Todos los asuntos referentes a ellos están encomendados a la Dirección General de Seguridad Jurídica y Fe Pública. La totalidad del territorio español está dividido en circunscripciones, denominados distritos hipotecarios. A cada distrito hipotecario le corresponde un Registro de la Propiedad, a cargo de un registrador, perteneciente al Cuerpo de Registradores de la Propiedad, Mercantiles y de Bienes Muebles de España. La totalidad de los registradores de España se integran en el Colegio de Registradores de la Propiedad y Mercantiles de España.

## Publicidad y tipos de asiento
Los Registros son públicos para quienes tengan interés conocido en averiguar el estado de los bienes inmuebles o derechos reales inscritos. El interés se presume en toda autoridad, empleado o funcionario público que actúe por razón de su cargo u oficio.
Formas de publicidad:
- Nota simple.[3]
- Certificación.

### Nota simple
La nota simple tiene valor puramente informativo y no da fe del contenido de los asientos, sin perjuicio de la responsabilidad del Registrador. Una nota simple del registro de la propiedad puede incluir información como: el número de finca registral, el IDUFIR, la descripción de la finca, la titularidad, el autorizante, las carga y la fecha de emisión.
Existen dos medios de solicitar, y obtener, una nota simple:
- Por escrito en soporte papel. Solicitándola en persona, en el Registro de la Propiedad correspondiente.
- Por Internet a través de distintos proveedores de informes de empresas.

### Certificación
Las certificaciones son copias, transcripciones o traslados, literales o en relación, del contenido del Registro, que -previo su tratamiento profesional por el Registrador-, constituyen el medio de acreditar fehacientemente la situación hipotecaria de las fincas y derechos.
El medio de solicitar, y obtener, una Certificación es por escrito en soporte papel. Debe solicitarse en persona, en el Registro de la Propiedad correspondiente. No obstante, recientemente se ha implementado la posibilidad de obtener Certificaciones telemáticas, con firma electrónica reconocida del Registrador.

## Legislación aplicable
Las Normas básicas que regulan el Registro de la Propiedad son:
- Ley Hipotecaria. Su redacción inicial es de 8 de febrero de 1861. Redactado un nuevo texto  por Ley de 30 de diciembre de 1944, y Decreto de 8 de febrero de 1946. Ha sido más tarde modificada en numerosas ocasiones.
- Reglamento Hipotecario. Decreto de 14 de febrero de 1947, modificado en muchos de sus apartados.
- Real Decreto 1093/1997 de julio sobre Inscripción de Actos de Naturaleza Urbanística.

## Objeto
El Registro de la Propiedad tiene por objeto la inscripción del dominio y demás  derechos reales sobre bienes inmuebles. 

### Derechos reales inscribibles
Son: dominio, usufructo, uso, habitación, servidumbres, censos, hipoteca, derecho de retracto, y otros cualesquiera derechos reales. 
El Registro español no recoge una lista cerrada de derechos reales, admitiendo lo que se denomina un sistema de número abierto. 
Sin embargo, la creación de nuevas figuras de derechos reales en la práctica resulta difícil, pues deberían reunir los requisitos estructurales de los derechos reales, tales como la inmediatividad o la absolutividad.

### Otros derechos
El Registro de la Propiedad permite la inscripción de otros derechos, aunque no resulte siempre clara su naturaleza real. Así, permite que se inscriban: los estatutos de la propiedad horizontal; los arrendamientos, subarriendos, cesiones y subrogaciones de los mismos sobre bienes inmuebles; el derecho de retorno arrendaticio; las concesiones administrativas e hipotecas sobre ellas; los actos que derivan de expropiación forzosa,  o de apremios administrativos; las prohibiciones de disponer  permitidas por la Ley; o las causas de resolución de los derechos inscritos, entre otros.
Y en materia urbanística: actos firmes de ejecución del planeamiento en cuanto afecten a fincas concretas, cesiones urbanísticas, transferencias de aprovechamiento urbanístico,  condiciones de las licencias urbanísticas, incoación de expedientes de disciplina urbanística, y la interposición o resolución de recursos judiciales, entre otros.

### Otros actos
También son inscribibles las resoluciones judiciales que afecten a la capacidad de las personas físicas o jurídicas  y las que se derivan de un concurso de acreedores; siempre que afecten a bienes inmuebles o derechos reales sobre los mismos de que sean titulares.
Además, a través de las denominadas anotaciones preventivas tienen cabida en el Registro situaciones provisionales que afectan a derechos reales sobre bienes inmuebles. Así, por ejemplo, demandas judiciales sobre derechos inscribibles, embargos, sentencias no firmes, prohibiciones de disponer ordenadas judicialmente, el derecho hereditario, y actos semejantes.

## Seguridad jurídica
El Registro de la Propiedad y el principio de seguridad jurídica están íntimamente relacionados, siendo su más clara manifestación el principio de fe pública. Este está contenido en el artículo 34 de la Ley Hipotecaria, y tiene por objeto mantener en sus adquisiciones a determinados sujetos inscritos, con los requisitos que en el mismo precepto se observan. Así, el Tribunal Supremo, en sentencia de 20 de septiembre de 1993, aplica este principio frente al de nulidad retroactiva que para los casos de insolvencia preveía el antiguo artículo 878 del Código de Comercio.

## Procedimiento registral

### Características generales
El principio general es el de la necesidad de titulación pública para inscribir en el Registro de la Propiedad. Los documentos públicos pueden ser notariales, judiciales o administrativos. Excepcionalmente se admiten documentos privados; como, por ejemplo, instancia para inscribir la herencia de heredero único, para la subsanación de determinados defectos, o para la anotación preventiva de créditos refaccionarios.

El procedimiento es rogado. Esto es, salvo excepciones, se inicia por el interesado en obtener la inscripción.

Para ello debe presentarse el documento en el Registro; practicándose un Asiento de Presentación en el Libro Diario, cuya duración es de sesenta días hábiles.

### Formas de presentación
La presentación puede hacerse de cuatro maneras:
- Por vía telemática.
- Físicamente o en persona.
- Por correo.
- Por fax, en cuyo caso deberá presentarse el documento físicamente en el plazo de 10 días hábiles.

#### Presentación telemática
La presentación telemática de documentos fue introducida por la Ley 24/2001 y modificada por la Ley 24/2005

### Calificación
El Registrador procederá a la calificación del documento, bajo su responsabilidad, en el plazo máximo de quince días hábiles. Si acuerda inscribir, se practica la inscripción. Y una vez realizada se devuelve el documento al presentante, con Nota al pie, firmada por el Registrador, de haberse despachado.

Si el Registrador aprecia algún defecto en el título, acordará la No Inscripción del mismo. La Resolución del Registrador deberá indicar los Hechos y Fundamentos de Derecho, por los que decide no inscribir. Y deberá notificarla al presentante, y al Notario autorizante de la Escritura, o Autoridad judicial o Administrativa de la que provenga el título. El Asiento de presentación se prorrogará de oficio por el Registrador, por plazo de sesenta días a contar desde la última de las notificaciones referida.

## Recursos frente a la calificación del registrador
Frente al acuerdo del registrador que resuelve no inscribir un documento, el interesado puede optar entre subsanar el defecto -si fuera subsanable-, o recurrir la decisión del Registrador. Los recursos posibles son tres, aunque de distinta naturaleza:
- Solicitar una calificación por registrador sustituto.
- Instar el denominado recurso gubernativo ante la Dirección General de Seguridad Jurídica y Fe Pública. Ésta deberá resolver en el plazo de tres meses; y si no lo hiciera en ese plazo, se entenderá desestimado el recurso. La resolución que dicte, o la presunta, será recurrible ante los tribunales.
- Plantear juicio verbal ante el Juzgado de Primera Instancia de la capital de provincia en la que radique el Registro de la Propiedad.

## Financiación
La financiación de los registros de la propiedad en España se realiza íntegramente con cargo a los aranceles que abonan los usuario del Registro.
El arancel se encuentra regulado principalmente en el RD 1427/1989, de 17 de noviembre si bien en normas especiales se han aprobado numerosas reducciones y bonificaciones.

## Publicación de datos
El Registro de la propiedad publica con frecuencia trimestral o anual datos referentes a la actividad registral inmobiliaria. Publicando la siguiente información:
- Índice de Precio de la Vivienda de Ventas Repetidas (IPVVR).
- Precio medio registrado de locales comerciales y naves industriales.
- Número y distribución de compraventas de vivienda registradas.
- Superficie media de vivienda registrada
- Nacionalidad en las compras de vivienda.
- Periodo medio de posesión de la vivienda transmitida.
- Distribución del volumen de nuevo crédito hipotecario por tipo de entidad concesionaria, bien inmueble, grado de protección (libre vs. protegida) y superficie.
- Importe y duración de nuevo crédito hipotecario contratado por compraventa de vivienda.
- Tipos de Interés.
- Cuota hipotecaria mensual media y su relación con el Coste Salarial Medio.
- Impagos hipotecarios.

## Regulación
- Ley Hipotecaria. Su redacción inicial es de 8 de febrero de 1861. Redactado un nuevo texto por Ley de 30 de diciembre de 1944, y Decreto de 8 de febrero de 1946. Ha sido más tarde modificada en numerosas ocasiones.
- Reglamento Hipotecario. Decreto de 14 de febrero de 1947, modificado en muchos de sus apartados.
- Real Decreto 1093/1997 de julio sobre Inscripción de Actos de Naturaleza Urbanística.
- RD 1427/1989, de 17 de noviembre por el que se aprueba el Arancel de los Registradores de la Propiedad.